# Tours (Indre-et-Loire)
Tours (uitspraak [tuʁ], de s wordt niet uitgesproken) is een stad in Midden-Frankrijk, aan de Loire. Tours was de hoofdstad van de voormalige provincie Touraine, thans is het de hoofdplaats van het departement Indre-et-Loire. De stad telde op 1 januari 2022 138.668 inwoners die in het Frans Tourangeaux worden genoemd.

## Geschiedenis
De Gallische stam van de Turones leefde in dit gebied. In de Gallo-Romeinse tijd was Tours, destijds Caesarodonum genaamd, al een stad van betekenis. Caesarodunum werd waarschijnlijk gesticht tijdens de regeerperiode van Augustus of Tiberius tussen 10 v.Chr. en 20 of 30 n.Chr. en lag in de vallei tussen de Loire en Cher. Van de stad, die een oppervlakte van 80 hectare besloeg, was het gedeelte aan de oevers van de Loire het meest verstedelijkt. Caesarodunum beschikte over openbare monumenten, zo werden er een tempel, twee thermale baden, twee aquaducten, een brug en het amfitheater aangetroffen. De stad kende zijn hoogtijdagen tijdens de vroeg-Romeinse tijd in de 2e eeuw. Toen werd het amfitheater nog vergroot. Daarna kromp het in het laat-Romeinse Rijk tot het gebied in en rond de vesting of castrum, waarvan het amfitheater de basisstructuur vormde. Dit castrum omvatte de meest dichtbevolkte wijken aan de Loire. Caesarodunum, dat geleidelijk de naam Civitas Turonorum kreeg, werd rond 360 de hoofdstad van Gallia Lugdunensis.

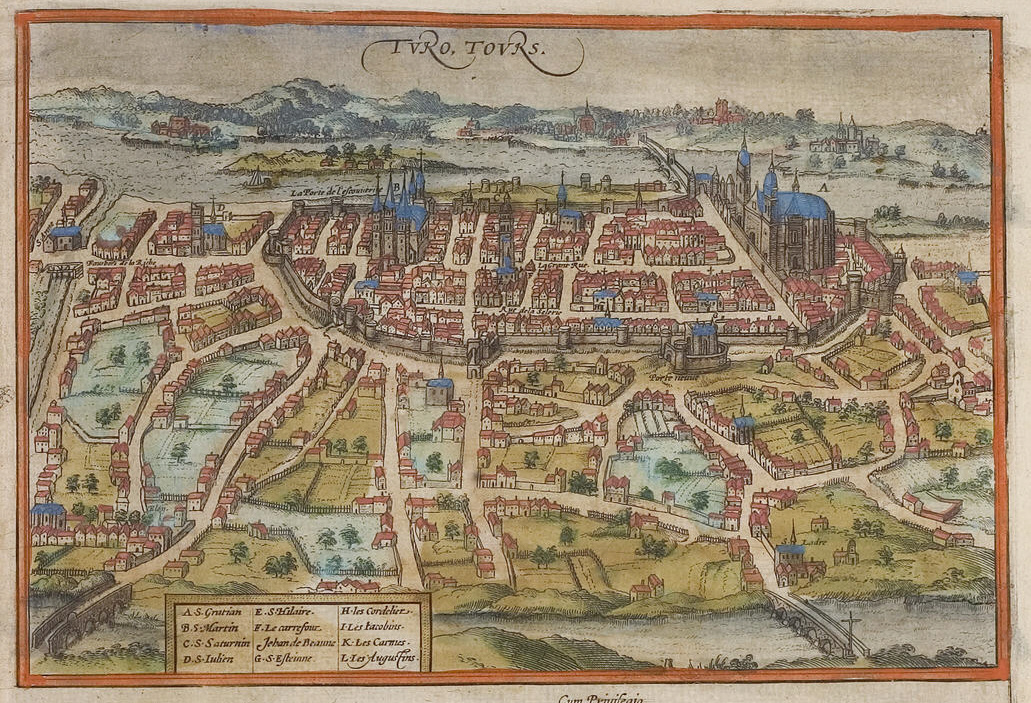
Tours in 1572

Tours werd een bisdom aan het begin van de vierde eeuw en groeide langzaam uit tot een pelgrims- en handelsstad. De derde bisschop was de bekeerde legioensoldaat Martinus; in het Nederlands bekend als Sint-Maarten. Hij speelde een grote rol in de kerstening van de streek, en Tours werd een van de belangrijkste religieuze centra van Gallië. De intellectuele en artistieke uitstraling van de stad werd in de volgende eeuwen nog versterkt met figuren als Gregorius van Tours (zesde eeuw) en Alcuinus (achtste eeuw). Die laatste stichtte er een invloedrijke school en een bibliotheek. Tours was in de vroege middeleeuwen hoofdstad van de pagus turonensis. In de 9e eeuw werd het castrum van Tours verder verstrekt om de stad te verdedigen tegen de Noormannen.
In 1205 veroverde koning Filips August Tours op de Engelsen. Tijdens de Honderdjarige Oorlog was Tours het hart van het koninkrijk Frankrijk en werd zodoende de hoofdstad en koninklijke stad. Frans I nam Tours deze titel af en maakte Parijs tot hoofdstad van het koninkrijk. Vanaf de vijftiende eeuw kende Tours een belangrijke zijde-industrie, die was begonnen onder impuls van koning Lodewijk XI. Onder de ambachtslieden van Tours kende het calvinisme veel aanhangers en de stad werd een centrum van de reformatie in Frankrijk. Na de intrekking van het Edict van Nantes verlieten veel zijdewerkers de stad en begon een economisch verval die de stad pas in de negentiende eeuw te boven kwam door de komst van de spoorwegen.

## Vervoer

### Trein
Tours is aangesloten op de LGV Atlantique en TGV's komen aan op station Tours, het centraal kopstation van de stad. Veel doorgaande treinen, waaronder TGV's, stoppen niet in Tours maar in het vlakbijgelegen station Saint-Pierre-des-Corps, twee kilometer oostelijk, dat vanuit Tours goed bereikbaar is met pendeltreinen en andere treinen.
Tours is een belangrijk spoorknooppunt met spoorlijnen naar:
- Le Mans
- Angers, Nantes
- Poitiers, Bordeaux, La Rochelle
- Vierzon, Lyon
- Hoofdlijn naar Parijs via Orléans
- De LGV Atlantique tussen Parijs en Bordeaux
- De lokale spoorlijn naar Parijs via Vendôme.
- De lokale (doodlopende) lijnen naar Chinon en Loches

De LGV Atlantique is verlengd naar Bordeaux. Er zijn aansluitingen voorzien waardoor ook treinen vanuit Tours of Saint-Pierre-des-Corps de hogesnelheidslijn in de zuidelijke richting kunnen gebruiken.

### Tram
Zoals de meeste Franse steden hebben ook in Tours stadstrams gereden. De laatste tram reed in 1949. Op 31 augustus 2013 is in Tours een nieuwe tramlijn van bijna 15 kilometer geopend met 29 stations. De tramlijn wordt gereden met zevendelige gelede Citadistrams. Deze trams hebben een bijzondere vormgeving met aan de voor- en achterkant verticale lichtstrepen.

## Geografie
De oppervlakte van Tours bedroeg op 1 januari 2022 34,67 vierkante kilometer; de bevolkingsdichtheid was toen 3.999,7 inwoners per km².
De onderstaande kaart toont de ligging van Tours met de belangrijkste infrastructuur en aangrenzende gemeenten.

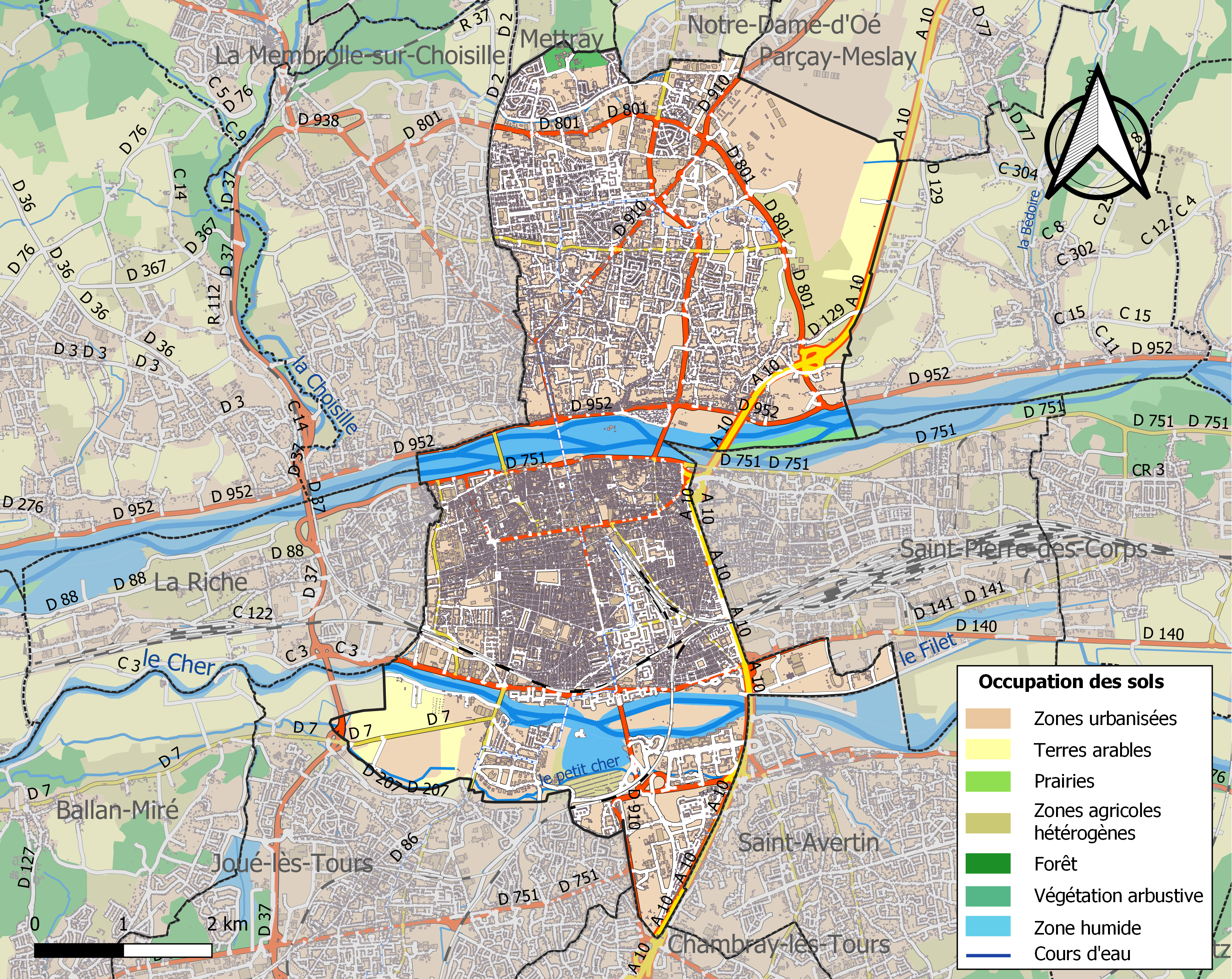

## Demografie
Onderstaande figuur toont het verloop van het inwoneraantal van Tours vanaf 1962.
Bron: Frans bureau voor statistiek. Cijfers inwoneraantal volgens de definitie population sans doubles comptes (zie de gehanteerde definities)

## Bezienswaardigheden
De Rue Colbert is de hoofdstraat van het middeleeuwse Tours. Aan de Place Foire le Roi liggen enkele 15e-eeuwse huizen. In  'À la Pucelle armée'  zou Jeanne d'Arc in 1429 haar wapenrusting hebben laten maken. De Place Plumereau is een gezellig plein; de voorgevels van de huizen zijn na de Tweede Wereldoorlog gerestaureerd.
- De Cathédrale Saint-Gatien werd gebouwd van de dertiende tot de zestiende eeuw. Het koor is vroeggotisch, het schip hooggotisch, en de voorgevel is gebouwd in de flamboyant-gotische stijl. De twee torens begon men in romaanse stijl, vervolgde men in gotische stijl, en bekroonde men in renaissancestijl. Desondanks is de St. Gatien bijzonder harmonieus. De St. Gatien is beroemd om zijn ramen. Deze dateren uit de dertiende eeuw (koor), veertiende eeuw (roosvenster) en vijftiende eeuw (schip).
- De abdijkerk St. Julien heeft mooie moderne gebrandschilderde ramen. Het Hôtel Goüin is een goed voorbeeld van Italiaanse renaissance-architectuur in Frankrijk.
- Het Musée du Compagnonnage toont meesterwerken, die gezellen moesten maken om als handwerksman aan de kathedralen te mogen gaan werken.
- Het Grand Théâtre dateert uit de 2e helft van de 19e eeuw.

## Sport
Tours is bekend als aankomstplaats van de jaarlijks in het najaar verreden wielerklassieker Parijs-Tours. De aankomstlijn ligt doorgaans op de Avenue de Grammont. Daarnaast is Tours negen keer etappeplaats geweest in de wielerkoers Ronde van Frankrijk. Dit was voorlopig voor het laatst in 2021 het geval. De Fransman André Darrigade won twee touretappes (1957 en 1961) in Tours.
Tours FC is de professionele voetbalclub van Tours en speelt in het Stade de la Vallée du Cher.

## Geboren
- Jean Fouquet (ca. 1420-ca. 1480), schilder
- Honoré de Balzac (1799-1850), schrijver
- Adolphe Delattre (1805-1854), ornitholoog
- Alfred Mame (1811-1893), drukker en uitgever
- Georges Courteline (1858-1929), toneelschrijver
- Paul Nizan (1905-1940), schrijver, journalist, vertaler en filosoof
- Dora Maar (1907-1997), schilderes, fotografe en muze van Pablo Picasso
- Henri de Turenne (1921-2016), journalist en scenarioschrijver
- Yves Bonnefoy (1923-2016), dichter, criticus en vertaler
- Pascal Hervé (1964-2024), wielrenner
- Laurent Mauvignier (1967), schrijver
- Bruno Chevrier (Nob) (1973), stripauteur
- Mamar Mamouni (1976), Algerijns voetballer
- Jean-Sébastien Jaurès (1977), voetballer
- Wilfried Dalmat (1982), voetballer
- Cyril Lemoine (1983), wielrenner
- Jérémy Roy (1983), wielrenner
- Ben l'Oncle Soul (1984), zanger
- Ibrahima Diallo (1999), voetballer
- Sofiane Diop (2000), voetballer
- Damien Girard (2001), wielrenner
- Félix Lemaréchal (2003), voetballer met Ivoriaanse roots
- Thibaud Gruel (2004), wielrenner